# Лаповці
45°14′ пн. ш. 18°13′ сх. д. / 45.24° пн. ш. 18.22° сх. д.
Лаповці (хорв. Lapovci) — населений пункт у Хорватії, в Осієцько-Баранській жупанії у складі громади Трнава.

## Населення
Населення за даними перепису 2011 року становило 280 осіб.
Динаміка чисельності населення поселення:

## Клімат
Середня річна температура становить 10,97 °C, середня максимальна – 25,36 °C, а середня мінімальна – -6,09 °C. Середня річна кількість опадів – 741 мм.
| Клімат поселення                              | Клімат поселення | Клімат поселення | Клімат поселення | Клімат поселення | Клімат поселення | Клімат поселення | Клімат поселення | Клімат поселення | Клімат поселення | Клімат поселення | Клімат поселення | Клімат поселення | Клімат поселення |
| Показник                                      | Січ.             | Лют.             | Бер.             | Квіт.            | Трав.            | Черв.            | Лип.             | Серп.            | Вер.             | Жовт.            | Лист.            | Груд.            |                  |
| Середній максимум, °C                         | 5,95             | 8,12             | 12,59            | 17,23            | 22,35            | 25,36            | 25,24            | 24,59            | 20,52            | 15,18            | 9,36             | 5,37             |                  |
| Середня температура, °C                       | −0,06            | 2,10             | 6,59             | 11,21            | 16,34            | 19,34            | 21,22            | 20,56            | 16,49            | 11,16            | 5,33             | 1,35             |                  |
| Середній мінімум, °C                          | −6,09            | −3,91            | 0,57             | 5,20             | 10,32            | 13,33            | 17,17            | 16,54            | 12,47            | 7,14             | 1,30             | −2,67            |                  |
| Норма опадів, мм                              | 47               | 47               | 44               | 55               | 68               | 96               | 67               | 62               | 53               | 67               | 74               | 61               |                  |
| Середньомісячна швидкість вітру, м/с          | 1.99             | 2.22             | 2.51             | 2.43             | 2.19             | 2.00             | 2.00             | 1.80             | 1.80             | 1.87             | 1.97             | 2.02             |                  |
| Середньомісячна сонячна радіація, кДж/м²·день | 4283             | 6982             | 10938            | 15319            | 19238            | 21137            | 22102            | 20455            | 14996            | 9289             | 4922             | 3620             |                  |
| --------------------------------------------- | ---------------- | ---------------- | ---------------- | ---------------- | ---------------- | ---------------- | ---------------- | ---------------- | ---------------- | ---------------- | ---------------- | ---------------- | ---------------- |
| Джерело:                                      |                  |                  |                  |                  |                  |                  |                  |                  |                  |                  |                  |                  |                  |